# Juxtapauropus crinitus
Juxtapauropus crinitus är en mångfotingart som först beskrevs av Jules Rémy 1950.  Juxtapauropus crinitus ingår i släktet Juxtapauropus och familjen fåfotingar. Inga underarter finns listade i Catalogue of Life.